# Louis Devedeux
Louis Devedeux né à Clermont-Ferrand le 8 juillet 1820 et mort à Paris le 9 août 1874 est un peintre français.

## Biographie
Louis Devedeux est né à Clermont-Ferrand en 1820 et était le fils de Jean Jacques Henri Devedeux et de Catherine Émilie Raymond.
Devedeux étudie à partir de 1836 à l'école des beaux-arts de Paris, où il est l'élève de Paul Delaroche et d'Alexandre-Gabriel Decamps. En 1838, il expose pour la première fois un tableau au Salon de Paris et exposera plus tard d'autres œuvres à Hambourg (en 1872) et à Vienne (en 1876). Le tableau Un marché aux esclaves en Asie Mineure a été exposé au Salon de Paris de 1867, puis est entré dans la collection d'art de 
Napoléon III de France.
Au cours de sa carrière, il s'est surtout occupé de peintures avec un cadre oriental (presque toujours avec des sujets féminins), bien qu'il n'ait jamais voyagé dans les pays orientaux. Il s'est inspiré des livres de Gustave Flaubert et de Théophile Gautier, ainsi que des récits de voyage de ses contemporains, comme Eugène Fromentin. Les illustrations réalisées par Jules Laurens, condisciple de Devedeux dans l'atelier de Delaroche, pour le Voyage en Turquie et en Perse d'Hommaire de Hell (1857) lui ont sans doute aussi fourni un riche répertoire iconographique à partir duquel s'inspirer. Selon le critique auvergnat Gabriel Marc, les toiles orientalistes de Devedeux étaient plus proches des turcs du XVIIIe siècle que des visions plus réalistes peintes par ses contemporains. 
Devedeux a épousé Léonie Méchin. Il meurt à son domicile de l'impasse du Pont-aux-Biches le 9 août 1874 à Paris, à l'âge de 54 ans.

## Œuvres
| Tableau | Titre                                | Date       | Description     | Dimension    | Lieu de conservation                                              |
| ------- | ------------------------------------ | ---------- | --------------- | ------------ | ----------------------------------------------------------------- |
|         | La naissance de Venus                | 1850       | huile sur toile |              |                                                                   |
|         | Les enfants du Prince                | 1858       | huile sur toile | 55 × 65 cm   |                                                                   |
|         | Filles du harem                      | 1868       | huile sur toile | 36 × 56 cm   |                                                                   |
|         | Le marchand d'esclaves, Asie Mineure | vers 1867  | huile sur toile |              | Musée des Beaux-Arts de Rennes, legs du Compte de Trégain en 1906 |
|         | La presentation de l'esclave blanche |            | huile sur toile |              |                                                                   |
|         | Femmes orientales au narguilé        |            | huile sur toile |              |                                                                   |
|         | Le bain de Diane                     | avant 1874 | huile sur toile | 115 × 147 cm |                                                                   |
|         | Deux femmes jouant de la musique     | 1868       | huile sur toile |              | Private Collection, United States.                                |
|         | Ruth                                 |            | huile sur toile |              |                                                                   |